# Врпоље (општина)
Врпоље је насељено место и седиште општине у Славонији, Бродско-посавска жупанија, Република Хрватска.

## Географски положај
Врпоље се налази 10 километара јужно од Ђакова.

## Историја
До територијалне реорганизације у Хрватској, налазило се у саставу старе општине Славонски Брод.

## Становништво
На попису становништва 2011. године, општина Врпоље је имала 3.521 становника, од чега у самом Врпољу 1.759.

### Попис1991.
На попису становништва 1991. године, насељено место Врпоље је имало 2.113 становника, следећег националног састава:
| Попис 1991.‍   | Попис 1991.‍  | Попис 1991.‍ | Попис 1991.‍ | Попис 1991.‍ |
| ------------- | ------------ | ----------- | ----------- | ----------- |
|               |              |             |             |             |
| Хрвати        | Хрвати       |             | 1.977       | 93,56%      |
| Срби          | Срби         |             | 26          | 1,23%       |
| Југословени   | Југословени  |             | 10          | 0,47%       |
| Албанци       | Албанци      |             | 7           | 0,33%       |
| Муслимани     | Муслимани    |             | 5           | 0,23%       |
| Словенци      | Словенци     |             | 3           | 0,14%       |
| Немци         | Немци        |             | 2           | 0,09%       |
| Русини        | Русини       |             | 2           | 0,09%       |
| Мађари        | Мађари       |             | 1           | 0,04%       |
| неопредељени  | неопредељени |             | 6           | 0,28%       |
| регион. опр.  | регион. опр. |             | 1           | 0,04%       |
| непознато     | непознато    |             | 73          | 3,45%       |
| укупно: 2.113 |              |             |             |             |

## Познате личности
- Иван Мештровић